# エリカ・モリーニ
エリカ・モリーニ（Erica Siracusano Morini, 1904年1月5日 - 1995年11月1日）は、ウィーン出身のヴァイオリニストである。1916年にデビューしたのち天才少女として有名になり、1976年まで活躍した。アルトゥール・ニキシュ、フリッツ・クライスラー、アルノルト・ロゼ、ジョージ・セルらから、高く評価された。

## 生涯
1904年1月5日、音楽家の両親のもと、ウィーンに生まれる。ヴァイオリニストの父オスカーにヴァイオリンを習ったのち、7歳でウィーン音楽院に入学し、ホーマ・ローゼンフェルトに師事した。また、9歳からはオタカール・シェフチークに師事した。モリーニは、ウィーン音楽院ヴァイオリン科における初の女性生徒かつ最年少の生徒であった。また、友人アルマ・ロゼの父親であるアルノルト・ロゼから指導を受けることもあった。
1916年にウィーンでデビューを果たすと、天才少女として有名になった。特に指揮者のアルトゥール・ニキシュはモリーニを高く評価し、ベルリン・フィルハーモニー管弦楽団、ライプツィヒ・ゲヴァントハウス管弦楽団などに招いた。1920年から1921年のシーズンにはアメリカデビューを果たし、メトロポリタン歌劇場でアルトゥル・ボダンツキーと共演したほか、カーネギーホールでニューヨーク・フィルハーモニックと共演したり、リサイタルを開いたりした。アメリカでの一連のコンサートは好評を博し、ヨーロッパに戻ってからも「同世代の中で最高の弦楽奏者の1人」という名声を勝ち得た。
その後、モリーニはヴィルヘルム・フルトヴェングラー、エーリヒ・クライバー、ブルーノ・ワルター、アルトゥーロ・トスカニーニ、セルゲイ・クーセヴィツキーといった著名な指揮者たちと共演した。なお、モリーニはウィレム・メンゲルベルクとも共演したが、あまり上手くいかなかったと回想している。
ナチスによる併合を機にオーストリアを去ったモリーニは、1940年にアメリカ合衆国へと移住し、1943年には市民権を獲得した。第二次世界大戦後にはヨーロッパでの演奏活動を再開し、1970年代まで、世界各地で演奏活動を行なった。また、1953年にはアメリカ合衆国マサチューセッツ州のスミス大学から音楽博士の称号を受けた。
1976年、モリーニは引退した。晩年には、自身のストラディヴァリウスが盗まれてしまったほか、指使いやコメントを書き込んだ楽譜、レコード、写真、書簡も散逸した。
1995年11月1日、ニューヨークにて死去。1976年の引退以降、モリーニは一度もヴァイオリンを手にすることはなかったという。

## 人物

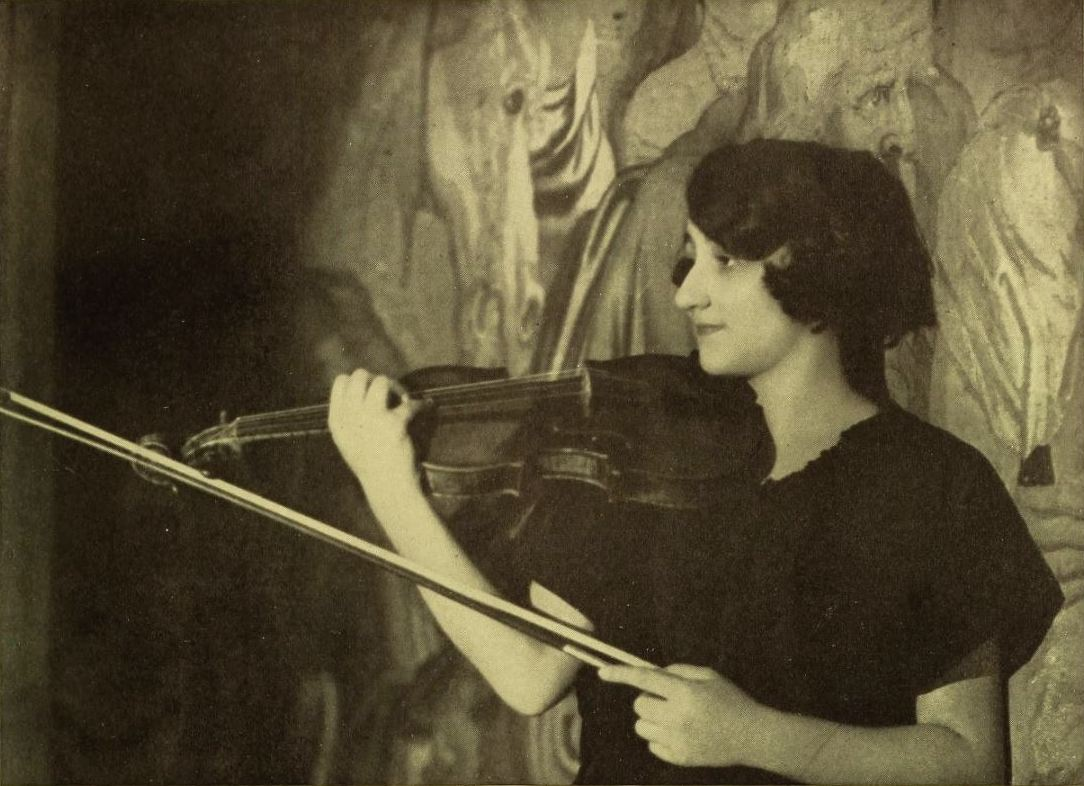
エリカ・モリーニ（1922年）

### 交友関係
幼少時代は、ヴァイオリニストのアルノルト・ロゼの娘であるアルマ・ロゼ、歌手のレオ・スレザークの娘であるグレーテル・スレザークと仲が良かった。3人ともヴァイオリンとピアノを習っており、一緒にいたずらをすることもあったという。指揮者のカール・バンベルガーは、彼女たちは仲良し3人組だったと回想している。

### 直面した女性差別
モリーニは、自身のマネージャーが他の男性ヴァイオリニストを優先して売り出そうとしていたことに悩み、「誰も女流ヴァイオリニストを求めていないのです」と語った。
このような女性音楽家への差別について、ピアニストの中村紘子は「『女性に向いている楽器はピアノ、ハープ、リュートであり、フルートやヴァイオリン、チェロは女性の優美さを損なう』という19世紀の思想は20世紀のヨーロッパ社会にも引き継がれたため、著名な女性ピアニストに比べて、著名な女性ヴァイオリニストの数は少ない」という趣旨の指摘をしつつ「女性の名ヴァイオリニストも決していなかった訳ではないと聞くが、少なくとも今日まで例えばピアノにおけるクララ・シューマンのような位置で名を遺した人はいない。今世紀前半に活躍した女性ヴァイオリニストといっても、私などはエリカ・モリーニ、若くして飛行機事故で亡くなったジネット・ヌヴーくらいしか思い出すことができない」と述べている。

## 音楽性
近現代の音楽作品はあまり取り上げず、モーツァルトのヴァイオリンソナタを定番のアンコール曲として演奏した。また、モリーニはヤッシャ・ハイフェッツを目標としていたが、音楽評論家のハラルド・エッゲブレヒトは「両者の演奏スタイルは大きく異なっており、モリーニがハイフェッツを目標としていたのは意外」という趣旨のコメントをしている。
なお、モリーニはウィーン音楽院時代の師オタカール・シェフチークよりも、ローザ・ホッホマンから多くを学んだと回想している。モリーニの発言は以下の通りである。
シェフチークののちにホッホマンに師事できたことは、モリーニにとって非常に幸運であったと鈴木鎮一は指摘している。鈴木は「ホッホマンのおかげでモリーニは非常に高い芸術性を持ち、人間的にも円熟することができた」と述べたほか、シェフチークについて「技術と音楽表現だけを教える教師であり、芸術と人間を教育することはなかった」と評した。

## 評価

### ヴァイオリニストからの評価
作曲家・ヴァイオリニストのフリッツ・クライスラーは「私の作品を、モリーニのようにすばらしく演奏することは、私にもできない」と述べた。また、ウィーン・フィルハーモニー管弦楽団のコンサートマスターであったアルノルト・ロゼは、幼少期のモリーニにベートーヴェン『ヴァイオリン協奏曲』のレッスンをしたことを誇りに思っていた。なお、ロゼはモリーニに、娘のアルマ・ロゼ（モリーニの2歳年下）にヴァイオリンを教えるよう頼むことすらあった。

### 指揮者からの評価
指揮者のアルトゥール・ニキシュは、デビューしたてのモリーニについて「この子はいわゆる通常の天才児ではない。この素朴な子は、天真爛漫なすばらしさそのものである」と評した。ほかにも、指揮者のアルトゥーロ・トスカニーニやブルーノ・ワルターが、モリーニを賞賛した。
指揮者のジョージ・セルもモリーニを高く評価しており、自身が音楽監督を務めたクリーヴランド管弦楽団にソリストとして何度も招いた。セルは特に、モリーニが演奏するベートーヴェンの『ヴァイオリン協奏曲』について「私が長年経験した中で、この曲の最も高貴でもっとも成熟した演奏でした。今日の他のどのヴァイオリニストもこれには及ばないと思います」と絶賛している。なお、セルはシカゴ交響楽団やニューヨーク・フィルハーモニック、フランス国立放送管弦楽団に客演した時も、モリーニと共演した。

### 評論家からの評価
音楽評論家のハラルド・エッゲブレヒトは、モリーニについて「流れるようなカンタービレと、叙情的で、そして気品ある響きをもって演奏するヴァイオリニスト」「ジョコンダ・デ・ヴィートよりさらに柔軟性があり、テクニックに富み、ヴァイオリン演奏において非の打ち所がない」と評している。また、他のヴァイオリニストたちと異なり、加齢による技術的な衰えは見られなかったと指摘している。